# Neoseiulus dicircellatus
Neoseiulus dicircellatus är en spindeldjursart som först beskrevs av Wu och Ou 1999.  Neoseiulus dicircellatus ingår i släktet Neoseiulus och familjen Phytoseiidae. Inga underarter finns listade i Catalogue of Life.